# Équipe cycliste EuroCyclingTrips-CCN
L'équipe cycliste EuroCyclingTrips-CCN est une équipe cycliste guamanienne, ayant le statut d'équipe continentale depuis 2020.

## Principales victoires

### Courses par étapes
- Tour de la Guadeloupe : 2022 (Stefan Bennett)

## Classements UCI
L'équipe participe aux épreuves des circuits continentaux et en particulier de l'UCI Oceania Tour. Les tableaux ci-dessous présentent les classements de l'équipe sur les différents circuits, ainsi que son meilleur coureur au classement individuel.
UCI Europe Tour
| UCI Europe Tour | UCI Europe Tour        | UCI Europe Tour                           | UCI Europe Tour |
| Année           | Classement par équipes | Meilleur coureur au classement individuel |                 |
| --------------- | ---------------------- | ----------------------------------------- | --------------- |
| 2022            | -                      | Stefan Bennett (659e)                     |                 |
|                 |                        |                                           |                 |
| Source : UCI    |                        |                                           |                 |

UCI Oceania Tour
| UCI Oceania Tour | UCI Oceania Tour       | UCI Oceania Tour                          | UCI Oceania Tour |
| Année            | Classement par équipes | Meilleur coureur au classement individuel |                  |
| ---------------- | ---------------------- | ----------------------------------------- | ---------------- |
| 2022             | 4e                     | Matias Fitzwater (152e)                   |                  |
| 2023             | 8e                     | -                                         |                  |
|                  |                        |                                           |                  |
| Source : UCI     |                        |                                           |                  |

L'équipe est également classée au Classement mondial UCI qui prend en compte toutes les épreuves UCI et concerne toutes les équipes UCI.
| Classement mondial | Classement mondial     | Classement mondial                        | Classement mondial |
| Année              | Classement par équipes | Meilleur coureur au classement individuel |                    |
| ------------------ | ---------------------- | ----------------------------------------- | ------------------ |
| 2022               | 167e                   | Stefan Bennett (898e)                     |                    |
| 2023               | 170e                   | Stefan Bennett (1713e)                    |                    |
|                    |                        |                                           |                    |
| Source : UCI       |                        |                                           |                    |

## EuroCyclingTrips en 2023[1]
| Cycliste               | Date de naissance | Nationalité      | Équipe 2022                  |  |
| ---------------------- | ----------------- | ---------------- | ---------------------------- |  |
| Dan Aponik             | 17 mai 1972       | Guam             | EuroCyclingTrips Pro Cycling |  |
| Stefan Bennett         | 15 avril 1992     | France           | EuroCyclingTrips Pro Cycling |  |
| Blayde Blas            | 19 août 2002      | Guam             |                              |  |
| Boris Clark            | 28 janvier 1995   | Nouvelle-Zélande | Trust House Cycling          |  |
| Alex Durrant-Whyte     | 17 mars 1998      | Australie        | Sydney Uni Velo Race Team    |  |
| William Goodfellow     | 15 janvier 1988   | Canada           | Yoeleo Test Team p/b 4MIND   |  |
| Simeon Green           | 6 décembre 1979   | Royaume-Uni      | EuroCyclingTrips Pro Cycling |  |
| Derek Horton           | 26 septembre 1972 | Guam             | EuroCyclingTrips Pro Cycling |  |
| James Jobber           | 9 janvier 1994    | Royaume-Uni      | Kuwait Pro Cycling Team      |  |
| Peter Lombard          | 24 mai 1976       | Guam             | EuroCyclingTrips Pro Cycling |  |
| Hugo Lutz-Atkinson     | 17 juin 2002      | Royaume-Uni      |                              |  |
| Taj Mueller            | 28 décembre 2000  | Australie        | Zappi Racing Team            |  |
| Edward Oingerang       | 7 décembre 1991   | Guam             | EuroCyclingTrips Pro Cycling |  |
| Robert Orr             | 1er octobre 1980  | Royaume-Uni      | EuroCyclingTrips Pro Cycling |  |
| Thomas Peyroton-Dartet | 9 juillet 1985    | France           | EuroCyclingTrips Pro Cycling |  |
| Guillaume Soula        | 29 octobre 1980   | France           | EuroCyclingTrips Pro Cycling |  |

### Victoires
| Date       | Course                       | Pays    | Classe | Vainqueur      |
| ---------- | ---------------------------- | ------- | ------ | -------------- |
| 06/06/2023 | 1re étape du Tour de Maurice | Maurice | 2.2    | Stefan Bennett |